# Puiseux (Eure-et-Loir)
Puiseux település Franciaországban, Eure-et-Loir megyében. Lakosainak száma 133 fő (2022. január 1.). Puiseux Tremblay-les-Villages községgel határos.

## Népesség
A település népességének változása:
| Lakosok száma | 70   | 100  | 108  | 111  | 141  | 145  | 136  | 130  | 128  | 133  |
|               | 1968 | 1982 | 1990 | 2006 | 2013 | 2015 | 2017 | 2019 | 2020 | 2022 |